# Lonesome Luke's Lively Life
Lonesome Luke's Lively Life è un cortometraggio comico muto del 1917 diretto da Hal Roach e interpretato da Harold Lloyd.

## Trama
Luke gestisce un deposito di cappotti al bar della "Luce Bianca".